# 高樹勲
高 樹勲（こう じゅくん、1897年 - 1972年1月19日）は、中華民国、中華人民共和国の軍人。北京政府、国民軍、国民政府（国民革命軍）に属する。また、国共内戦においては、最も早く中国共産党に帰順した軍人の1人である。字は建侯。

## 人物
1915年（民国4年）から、北京政府の軍人としての経歴を開始し、馮玉祥率いる部隊で軍歴を重ねた。1926年（民国15年）、国民革命軍第2集団軍で師長に昇進している。1928年（民国17年）、軍を率いて青海に入り、この地を支配していた馬麒を降した。後に、青海省政府主席代理を一時務めた。
1930年（民国19年）の中原大戦で蔣介石軍と戦った。敗北後は蔣に降り、第26路軍第17師長に任命された。しかし、1931年（民国20年）の江西省における第2次中国共産党討伐の最中に、突然軍を離脱して天津に逃げ込んでいる。以後も共産党との秘密裏の連携をとっている。1933年（民国22年）、馮玉祥が察哈爾で組織したチャハル民衆抗日同盟軍に参加し、チャハル民衆抗日同盟軍第2挺進軍司令に任命された。
1937年（民国26年）に日中戦争（抗日戦争）が全面勃発すると、河北省保安処処長、河北遊撃総指揮をつとめた。1939年（民国28年）2月、察哈爾省政府委員をつとめた。1940年（民国29年）12月、日本への降伏を図った石友三を、高樹勲は蔣介石の秘密命令を受けて捕縛し、これを生埋めにより処刑した。1941年（民国30年）1月、第39集団軍副総司令に昇進し、同年5月、新編第8軍軍長を兼任した。その後も、第39集団軍総司令、冀察戦区総司令、第11戦区副司令長官などを歴任した。
日中戦争終結後の1945年（民国34年）10月30日、高樹勲は、邯鄲で共産党への帰属を宣言する。これにより、共産党中央が認可した民主建国軍総司令に就任した。1949年（民国35年）に、正式に共産党に入党している。中華人民共和国が成立した後には、河北人民政府副主席、河北省副省長、全国人民代表大会代表、国防委員会委員、中国人民政治協商会議全国委員会委員などを歴任した。
1972年1月19日、北京で死去。享年76。